# Haematopota
Genre
Haematopota désigne un genre de taons (insectes diptères de la famille des tabanidés).

## Espèces rencontrées en Europe
- Haematopota bigoti Gobert 1880
- Haematopota comodoliacis Leclercq 1980
- Haematopota coolsi Leclercq 1966
- Haematopota crassicornis Wahlberg 1848
- Haematopota csikii Szilády 1922
- Haematopota enriquei Leclercq 1971
- Haematopota eugeniae Portillo & Schacht 1984
- Haematopota gallica Szilády 1923
- Haematopota gamae Dias 1990
- Haematopota graeca Szilády 1923
- Haematopota grandis Meigen 1820
- Haematopota italica Meigen 1804
- Haematopota kemali Szilády 1923
- Haematopota lambi Villeneuve 1921
- Haematopota longeantennata (Olsufjev 1937)
- Haematopota ocelligera (Kröber 1922)
- Haematopota pallens Loew 1871
- Haematopota pallidula (Kröber 1922)
- Haematopota pandazisi (Kröber 1936)
- Haematopota pluvialis (Linnaeus 1758)
- Haematopota pseudolusitanica Szilády 1923
- Haematopota quaraui Dias 1985
- Haematopota ribeirorum Dias 1984
- Haematopota salomae Dias 1990
- Haematopota scutellata (Olsufjev, Moucha & Chvála 1964)
- Haematopota serranoi Dias 1984
- Haematopota subcylindrica Pandellé 1883
- Haematopota turkestanica (Kröber 1922)

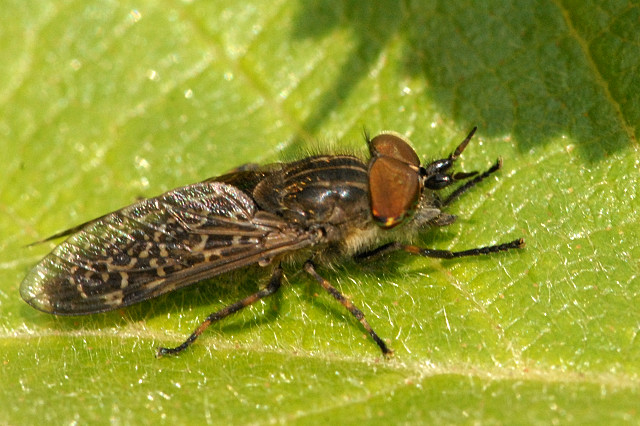
Haematopota crassicornis
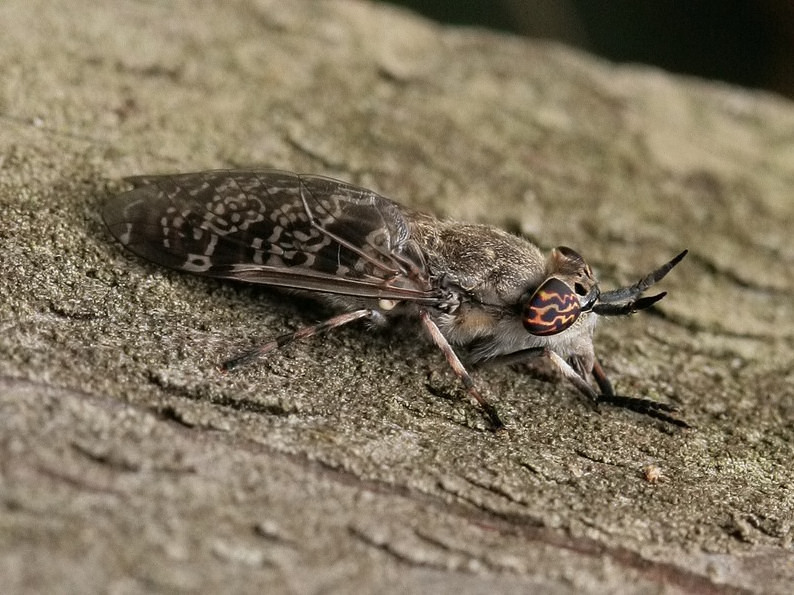
Haematopota italica
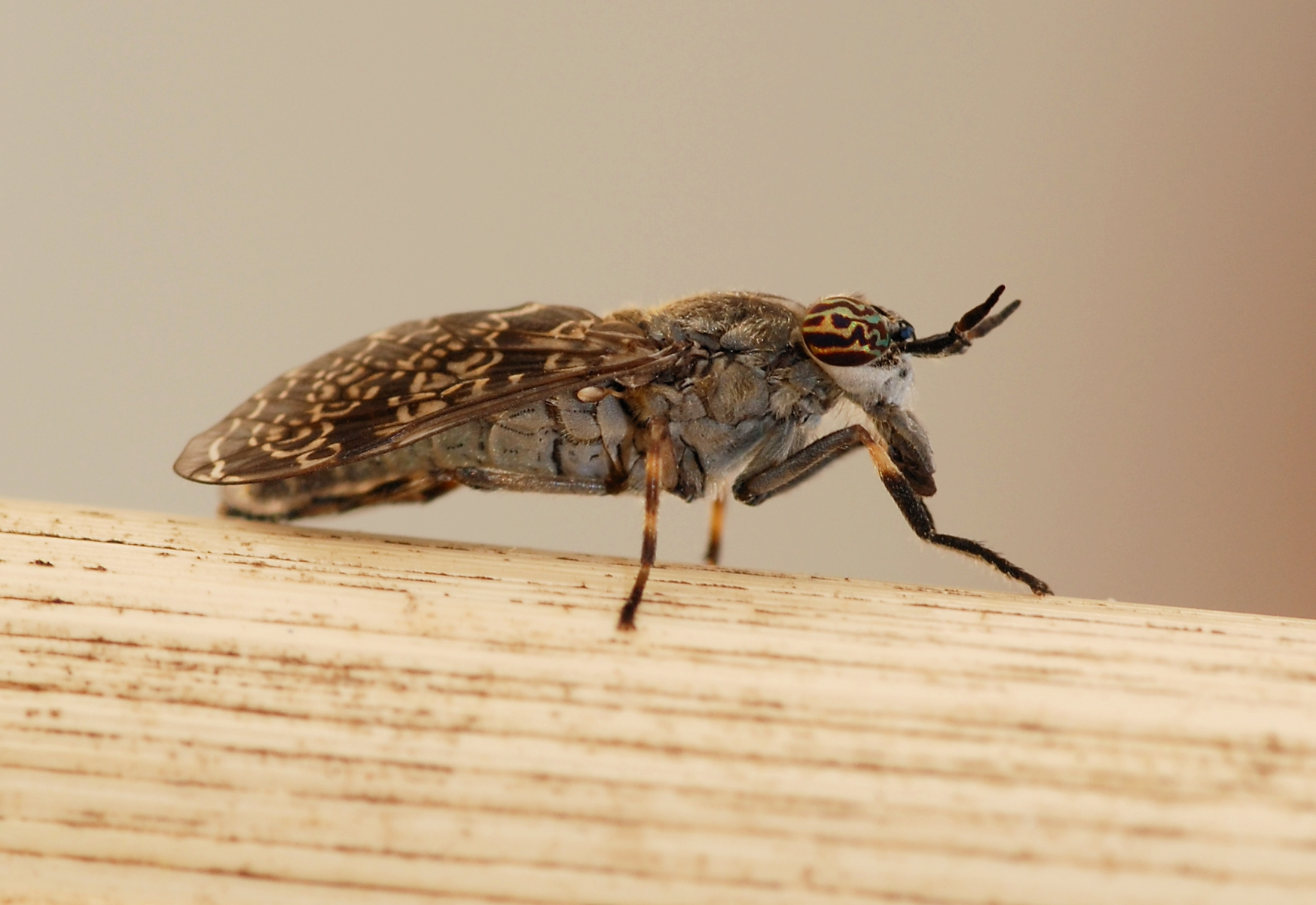
Haematopota pseudolusitanica